# تفسیر عیاشی
تفسیر عیاشی، از تفسیرهای کهن تشیع در عصر غیبت صغرا که مؤلف آن ابونصر محمد بن مسعود سمرقندی عیاشی است. او در ابتدا برمذهب تسنن بود و بعد به تشیع گرایید. عیاشی معاصر شیخ کلینی بوده‌است.

## مولف
نام کامل وی محمد ابن مسعود بن عیاشی عراقی کوفی است. کنیه اش ابوالنضر و معروف به عیاشی است. او در رشته‌هایی همچون فقه، ادب، تفسیر و حدیث تبحر داشته‌است و یکی از علمای برجسته شیعه معاصر با شیخ کلینی محسوب می‌شود.

## شیوه
این تفسیر که به شیوه و سبک روایی تالیف گردیده‌است؛ در تفسیر آیات قرآنی، مناقب اهل بیت را با ذکر مأثوره درج کرده‌است. به دلیل توجه مؤلف به آیات الاحکام، ویژگی فقهی این تفسیر بیشتر از دیگر تفاسیر کهن امامیه همچون تفسیر فرات کوفی و تفسیر علی بن ابراهیم قمی است.
در تفسیر عیاشی علاوه بر مطالب تفسیری و فقهی به مسائل کلامی نیز پرداخته شده‌است مثلا عیاشی در بحث از جبر و تفویض روایاتی دال بر «امر بین الأمرین» ارائه کرده‌است.

## نسخ
جلد اول این تفسیر که شامل سوره حمد تا آخر سوره کهف است در دسترس قرار دارد. جلد دوم این تفسیر از کتب مفقوده به حساب می‌آید. همچنین دو نسخه قدیمی از این تفسیر از کتب مفقوده به‌شمار می‌آید. این دو نسخه قدیمی را علامه مجلسی دیده‌ که مانند نسخه‌های موجود در حال حاضر اسناد آن حذف شده‌است.